# Mölle fyr
Mölle fyr är belägen på hamnpiren i Mölle, Höganäs kommun, Skåne län. Det är en ledfyr som ägs av kommunen. Den tillkom år 1881, för att underlätta seglationen för det nya bolaget Skånska Kustens ångbåtar. Samtidigt tillkom hamnfyrar i de andra två hamnarna som skulle trafikeras, nämligen Skanör och Barsebäckshamn. 
Fyren från 1881 utbyttes år 1942 mot en modern AGA-fyr, som alltjämt är aktiv. Den gamla fyren är uppställd på hamnbacken, vid Lilla hamnen.
Mölle fyr är alltjämt aktiv.